# Даяку, Леон
Леон Даяку (нем. Leon Dajaku; родился 12 апреля 2001) — немецкий футболист, полузащитник сплитского «Хайдука».

## Клубная карьера
Начал футбольную карьеру в молодёжных командах «Роммельсхаузен» и «Вайблинген». В 2014 году стал игроком футбольной академии «Штутгарта».
8 декабря 2018 года Леон дебютировал в немецкой Бундеслиге в матче против мёнхенгладбахской «Боруссии», выйдя на замену Анастасиосу Донису.
16 июля 2019 года Даяку перешёл в «Баварию», подписав с клубом четырёхлетний контракт.
21 декабря 2019 года дебютировал в основном составе «Баварии» в матче немецкой Бундеслиги против «Вольфсбурга».
16 января 2021 перешел в аренду на полгода в «Унион Берлин» с опциeй выкупа.

## Карьера в сборной
В 2018 году в составе сборной Германии до 17 лет Леон сыграл на юношеском чемпионате Европы, забив два мяча в матче группового этапа против сборной Сербии.
В 2019 году дебютировал в составе сборной Германии до 19 лет.

## Личная жизнь
Родители Леона родом из Косова.